# Duitsland op het Eurovisiesongfestival 2005
Duitsland deed mee aan het Eurovisiesongfestival 2005 in Kiev. Het was de 49ste deelname van het land op het Eurovisiesongfestival.

## Selectieprocedure
Net zoals het voorbije jaar koos men ook deze keer weer voor een nationale finale, Germany 12 Points genaamd.
Deze werd gehouden op 12 maart en werd gehouden in Berlijn.
Tien artiesten namen deel aan deze finale en de winnaar werd bepaald door televoting en SMS-stemmen.
Na een eerste ronde bleven er nog 2 artiesten over voor de superfinale.

| Volgorde | Lied                    | Artiest                        | Punten | Plaats |
| -------- | ----------------------- | ------------------------------ | ------ | ------ |
| 1        | "Picking Up the Pieces" | The Murphy Brothers            | -      | -      |
| 2        | "Plattgeliebt"          | Ellen ten Damme                | -      | -      |
| 3        | "A Million Teardrops"   | Orange Blue                    | -      | -      |
| 4        | "Unschlagbar"           | Königwerq                      | -      | -      |
| 5        | "Adrenalin"             | Villaine                       | -      | -      |
| 6        | "Dein Lied"             | Allee der Kosmonauten          | 14.10% | 3de    |
| 7        | "A Miracle of Love"     | Nicole Süßmilch & Marco Matias | 22.69% | 1ste   |
| 8        | "Run & Hide"            | Gracia                         | 16.7%  | 2de    |
| 9        | "Wunderschönes Grau"    | Stefan Gwildis                 | -      | -      |
| 10       | "Alive"                 | Mia Aegerter                   | -      | -      |

| Volgorde | Lied              | Artiest                        | Punten | Plaats |
| -------- | ----------------- | ------------------------------ | ------ | ------ |
| 1        | A Miracle of Love | Nicole Süßmilch & Marco Matias | 47.2%  | 2de    |
| 2        | Run & Hide        | Gracia                         | 52.8%  | 1ste   |

## In Kiev
In de finale van het Eurovisiesongfestival 2004 moest Duitsland optreden als 17de, net na Oekraïne en voor Kroatië. Op het einde van de stemming bleek dat ze op een 24ste en laatste plaats geëindigd waren met 4 punten.
Nederland en België hadden geen punten over voor deze inzending.

### Gekregen punten
| 12 punten | 10 punten | 8 punten | 7 punten            | 6 punten |
| --------- | --------- | -------- | ------------------- | -------- |
|           |           |          |                     |          |
| 5 punten  | 4 punten  | 3 punten | 2 punten            | 1 punt   |
|           |           |          | - Moldavië - Monaco |          |

### Gegeven punten

#### Halve Finale
Punten gegeven in de halve finale:
| 12 punten | Portugal        |
| 10 punten | Kroatië         |
| 8 punten  | Polen           |
| 7 punten  | Roemenië        |
| 6 punten  | Zwitserland     |
| 5 punten  | Denemarken      |
| 4 punten  | Finland         |
| 3 punten  | Israël          |
| 2 punten  | Noord-Macedonië |
| 1 punt    | Oostenrijk      |

#### Finale
Punten gegeven in de finale:
| 12 punten | Griekenland          |
| 10 punten | Turkije              |
| 8 punten  | Malta                |
| 7 punten  | Letland              |
| 6 punten  | Denemarken           |
| 5 punten  | Israël               |
| 4 punten  | Zwitserland          |
| 3 punten  | Servië en Montenegro |
| 2 punten  | Kroatië              |
| 1 punt    | Moldavië             |

1956 · 1957 · 1958 · 1959 · 1960 · 1961 · 1962 · 1963 · 1964 · 1965 · 1966 · 1967 · 1968 · 1969 · 1970 · 1971 · 1972 · 1973 · 1974 · 1975 · 1976 · 1977 · 1978 · 1979 · 1980 · 1981 · 1982 · 1983 · 1984 · 1985 · 1986 · 1987 · 1988 · 1989 · 1990 · 1991 · 1992 · 1993 · 1994 · 1995 · 1996 · 1997 · 1998 · 1999 · 2000 · 2001 · 2002 · 2003 · 2004 · 2005 · 2006 · 2007 · 2008 · 2009 · 2010 · 2011 · 2012 · 2013 · 2014 · 2015 · 2016 · 2017 · 2018 · 2019 · 2020 · 2021 · 2022 · 2023 · 2024 · 2025